# Drujeliubivka, Vilneansk
Drujeliubivka (în ucraineană Дружелюбівка) este localitatea de reședință a comunei Drujeliubivka din raionul Vilneansk, regiunea Zaporijjea, Ucraina.

## Demografie
Componența lingvistică a localității Drujeliubivka
     Ucraineană (83,67%)
     Rusă (15,66%)
     Alte limbi (0,44%)
Conform recensământului din 2001, majoritatea populației localității Drujeliubivka era vorbitoare de ucraineană (83,67%), existând în minoritate și vorbitori de rusă (15,66%).